# Лицитис, Арнис Альфредович
А́рнис Альфре́дович Ли́цитис (латыш. Arnis Līcītis; 8 января 1946, Рига — 21 января 2022, Рига) — советский и латвийский актёр театра и кино.

## Биография
Родился 8 января 1946 года в Риге, в семье театрального актёра Альфреда Видениекса (1908—2002) и актрисы оперетты Хельги Лиците (1919—2002), которая воспитывала его одна после ухода мужа из семьи. Детские годы Арнис провёл в Лиепае, затем мать с сыном вернулась в Ригу, получив приглашение в Театр оперетты. Бабушка умерла, когда Лицитису было 7 лет, поэтому лето он обычно проводил в пионерских лагерях, где и научился говорить по-русски без акцента, что впоследствии помогло ему в карьере в России.
Не отличаясь здоровьем, начал посещать секцию спортивной ходьбы, затем увлёкся баскетболом. Жил с матерью в нужде, они занимали комнату в коммунальной квартире на ул. Блауманя. Это научило Лицитиса довольствоваться малым, не жаловаться и бороться за жизнь. Начал работать с 13 лет, выезжая с геологическими партиями в экспедиции по стране. На первые заработанные деньги купил себе костюм. Год после окончания 1-й Рижской средней школы в 1964 году проработал геологом и получил рекомендацию для поступления в Днепропетровский геологический институт. Параллельно другим занятиям, он занимался в театральной студии Дома работников культуры у Ольгерта Дункерса. Дебютировал в кино в 1965 году в эпизоде историко-приключенческого фильма Рижской киностудии «Заговор послов». В то же время Аркадий Кац пригласил его участвовать в постановке «Вестсайдской истории» на сцене Рижского театра русской драмы. Лицитис поступил на театральный факультет Латвийской государственной консерватории имени Я. Витола, хотя мать хотела видеть его геологом, журналистом или учителем.
В 1970 году окончил курс и был принят в труппу Рижского академического театра драмы. Проработал там 10 лет и вспоминал эти годы как очень трудные. «Этот театр вмешивался почти во все — манеру игры, мышление. И равноправия там не было — что разрешали одним, другим было запрещено». В возрасте 23 лет Лицитис получил приглашение в фильм «Хроника ночи» Спешнева, поработав на площадке вместе с Ефимом Копеляном. С этого момента он начал сниматься на больших советских киностудиях. Затем работал в Валмиерском драматическом театре. Лицитис стал популярным в 1976 году, после экранизации детектива Дика Фрэнсиса «Фаворит», где он сыграл жокея Аллана Йорка, который и ведёт расследование.
В 1981 году Лицитис перешёл в Рижский театр юного зрителя. Его художественного руководителя Адольфа Шапиро он называл гениальным режиссёром. Шапиро был единственным из театральных режиссёров, который разрешал Лицитису сниматься в кино и однажды отпустил на съёмки даже с генеральной репетиции. Однако сотрудничество с режиссёром сложилось не сразу: поначалу он поручал молодому артисту роли в детских спектаклях и ругал. Переломным пунктом стало заявление об увольнении, которое Лицитис подал перед отъездом на съёмки на Кубу с московской киногруппой. Шапиро вызвал его на откровенный разговор и после возвращения со съёмок отношение к актёру изменил кардинально. «Я работал с разными режиссёрами, но только Шапиро могу назвать по-настоящему своим», — заявлял Лицитис.
В 1996 году перешёл в Рижский русский драматический театр, в котором играл до 2005 года. Последние годы работал в антрепризных спектаклях и продолжал сниматься в кино, говоря: «Две большие страны — Россия и Украина — меня знают, любят и уважают. Смешно, но в Латвии меня почти никто больше не помнит. Работу здесь мне не предлагают».
Последнее появление на экранах состоялось в эпизодической роли в 2021 году, в приключенческом фильме «Русь и Ганза. Путь навстречу».
В последние годы жил в однокомнатной квартире в рабочем районе Чиекуркалнс. Скончался 21 января 2022 года в Риге на 77-м году жизни от остановки сердца. После кремации урна с прахом захоронена на Лесном кладбище Риги в могиле матери.

## Признание
Государственных наград и званий Лицитис не имел.
В 1990-е годы Лицитис был занесён в Книгу рекордов Латвии как самый снимаемый артист из Латвии.
Лицитису импонировало отношение к его работе в России, где он снимался в сериалах, телефильмах. Он считал, что в Латвии артистов приглашают по блату, без учёта данных и темперамента. Гордился тем, что в условиях конкуренции в российском кино был востребованным.

## Личная жизнь
Официально в браке никогда не состоял. Детей не было.
Первая гражданская жена — Дина (сотрудница латышского телевидения), с которой он прожил 27 лет.
Последняя гражданская жена — Инга Айзбалте (род. 1964), актриса, с которой познакомился на съёмках в 2004 году; на момент смерти расстался и совместно с ней не проживал.
Три года с 1987 по 1990 год Лицитис встречался с актрисой Анной Самохиной. Их роман завязался на съёмках фильма «Узник замка Иф». Самохина называла Лицитиса главной любовью своей жизни.
Во время денационализации жилья в Латвии Лицитис остался без квартиры. Ему помогла гражданская жена Инга Айзбалте, предложив переехать к ней.
Друзьями считал спортивного журналиста Алдиса Вайварса и коллег: Мартиньша Вилсонса, Георгия Кузьминова, Семёна Колоткеева и Александра Короткова.
Лицитис неоднократно участвовал в юмористической телепередаче «Белый попугай», поскольку был личным другом ведущего Юрия Никулина.

## Творчество
В фильмографии Лицитиса более 200 фильмов и сериалов, из них 7—8 в Латвии, 8—9 в Литве и около 200 в России. Особенно много Лицитис снимался в 1980-е годы, когда с его участием выходило по несколько картин в год. Характерная «западная» внешность актёра была широко востребована в остросюжетных фильмах, а также в фильмах о Великой Отечественной войне. Лицитис не имел ограничений в выборе образов: играл роли и драматические, и романтические, но чаще всего военных.
Среди запоминающихся образов того периода — майор Джеки Хэссолт из боевика «Одиночное плавание».
Известными ролями Лицитиса стали: лорд Винтер в фильме «Мушкетёры двадцать лет спустя» и королевский прокурор де Вильфор в картине «Узник замка Иф».
Лицитис — единственный актёр-латыш, который сыграл во множестве советских и российских фильмов без переозвучки, поскольку в совершенстве владел русским языком.
В 1990-е годы артист жил трудно. В 2000-х годах вновь стал востребованным: сотрудничал с режиссёром Оксаной Байрак, снявшись в её картинах «Тебе, настоящему» и «Снежная любовь, или Сон в зимнюю ночь». В 2006 году вышла мелодрама «Леший», в которой Лицитис сыграл отчима главной героини и настолько полюбился зрителям, что после гибели персонажа во 2-й части его пришлось «оживить» в продолжении.

### Роли в театре
- «Свидетель обвинения» — Херн[4]
- «Бумеранг» — Джон
- «С любимыми не расставайтесь» — Никулин
- «Художники» — Доннер
- «Керри» — Эмс
- «Блудный сын» — Инкис
- «Дибук» — Нисон
- «Каштанка» — Незнакомец
- «Спектакль-капустник» — Звезда итальянской эстрады
- «Кода» — Павел Андреевич Блохин
- «Дорога на Дувр» — Латимер

### Фильмография
| Год       |   | Название                              | Роль                                                     |
| --------- | - | ------------------------------------- | -------------------------------------------------------- |
| 1965      | ф | Заговор послов                        | Лидака, бдительный солдат                                |
| 1965      | ф | Двадцать лет спустя                   | Арамис, мушкетёр                                         |
| 1968      | ф | Армия «Трясогузки» снова в бою        | Посетитель трактира                                      |
| 1972      | ф | Хроника ночи                          | Рикардо                                                  |
| 1973      | ф | Мальчишку звали Капитаном             | гестаповец                                               |
| 1974      | ф | Рассказы о Кешке и его друзьях        | гонщик                                                   |
| 1974      | ф | Нападение на тайную полицию           | боевик                                                   |
| 1974      | ф | Если хочешь быть счастливым           | член американского экипажа вертолёта                     |
| 1975      | ф | Все улики против него                 | Гойбу, лейтенант милиции, школьный друг Думитру Мовиляну |
| 1975      | ф | Путешествие миссис Шелтон             | Габриэль                                                 |
| 1976      | ф | Фаворит                               | Алан Йорк                                                |
| 1978      | ф | Встреча                               | Тоадер Оляндрэ                                           |
| 1978      | ф | Крепость                              | капитан Скворцов                                         |
| 1979      | ф | Акванавты                             | Дюмон                                                    |
| 1979      | ф | Эмиссар заграничного центра           | полковник Крупенский                                     |
| 1980      | ф | Братья Рико                           | Джино Рико                                               |
| 1980      | ф | Факт                                  | лейтенант Акерман                                        |
| 1980      | ф | Миллионы Ферфакса                     | пьяный в переулке                                        |
| 1980      | ф | Большая — малая война                 | Роберт Эйдеман                                           |
| 1980      | ф | «Мерседес» уходит от погони           | Шульте, пленный немецкий лейтенант                       |
| 1980      | ф | Долгая дорога в дюнах                 | доктор Лорен, врач-патологоанатом                        |
| 1980      | ф | Три дня на размышление                | капитан милиции                                          |
| 1981      | ф | Остаюсь с вами                        | немецкий шпион                                           |
| 1981      | ф | Игра без козырей                      | Рокас Блажис                                             |
| 1981      | ф | Женщина в белом                       | убивший собаку                                           |
| 1982      | ф | Живая радуга                          | шофёр КрАза                                              |
| 1982      | ф | Где-то плачет иволга…                 | Филлипс Диккенс                                          |
| 1982      | ф | Богач, бедняк                         | Колин Берк                                               |
| 1982      | ф | Взять живым                           | полковник                                                |
| 1983      | ф | Признать виновным                     | ограбленный водитель                                     |
| 1983      | ф | Мираж                                 | полицейский                                              |
| 1984      | ф | Приказано взять живым                 | Олав                                                     |
| 1984      | ф | Похищение                             | Имя персонажа не указано                                 |
| 1984      | ф | Победа                                | Владислав Гомулка                                        |
| 1984      | ф | Мой друг Сократик                     | Арнольд Борисович                                        |
| 1984      | ф | Две версии одного столкновения        | Френдли                                                  |
| 1984      | ф | Без права на провал                   | немецкий солдат                                          |
| 1984      | ф | Груз без маркировки                   | Хосе Феррачи                                             |
| 1985      | ф | Русь изначальная                      | Малх                                                     |
| 1985      | ф | Багратион                             | Павел I                                                  |
| 1985      | ф | Рейс 222                              | сотрудник Госдепа США                                    |
| 1985      | ф | Одиночное плавание                    | майор Джек Хэсселт                                       |
| 1985      | ф | Моя маленькая жена                    | Йонис                                                    |
| 1985      | ф | Малиновое вино                        | Юрис Инсберг, юбиляр                                     |
| 1985      | ф | Внимание! Всем постам…                | рецидивист Филатов                                       |
| 1985      | ф | Вариант «Зомби»                       | Жак Лемонье                                              |
| 1986      | ф | Следы оборотня                        | Карденас                                                 |
| 1986      | ф | Золотая цепь                          | Сейк                                                     |
| 1987      | ф | Свободное падение                     | Марат                                                    |
| 1987      | ф | Странник                              | английский офицер на острове Святой Елены                |
| 1988      | ф | Фантастическая история                | прокажённый                                              |
| 1988      | ф | Чужой                                 | отец                                                     |
| 1988      | ф | Узник замка Иф                        | Вильфор, королевский прокурор                            |
| 1988      | ф | Билет в один конец                    | Олег Крылов                                              |
| 1988      | ф | Воры в законе                         | старший лейтенант милиции                                |
| 1989      | ф | Трудно быть богом                     | Дон Рипат                                                |
| 1989      | ф | Наследница Ники                       | Шойберг                                                  |
| 1989      | ф | Латыши?!                              | Имя персонажа не указано                                 |
| 1989      | ф | Грань                                 | Имя персонажа не указано                                 |
| 1989      | ф | Искусство жить в Одессе               | Коля Штифт                                               |
| 1991      | ф | Фирма приключений                     | Гаузнер                                                  |
| 1991      | ф | Круиз, или Разводное путешествие      | Олег Капустин                                            |
| 1991      | ф | Звезда шерифа                         | Макгрейви                                                |
| 1991      | ф | Затерянный в Сибири                   | следователь                                              |
| 1991      | ф | Депрессия                             | Володя                                                   |
| 1991      | ф | Блуждающие звёзды                     | Имя персонажа не указано                                 |
| 1991      | ф | Снайпер                               | Раймондо                                                 |
| 1992      | ф | Мушкетёры двадцать лет спустя         | лорд Винтер, брат покойного мужа Миледи Винтер           |
| 1992      | ф | Ариэль                                | Бхарава                                                  |
| 1992      | ф | «Каир-2» вызывает «Альфу»             | Боб Фабер                                                |
| 1992      | ф | Тайна виллы                           | Виктор Ремезов                                           |
| 1992      | ф | Оплачено заранее                      | Имя персонажа не указано                                 |
| 1993      | ф | Завещание Сталина                     | Павел Янович                                             |
| 1994      | ф | Империя пиратов                       | тайный советник                                          |
| 1995      | ф | Крестоносец                           | маркиз де Во                                             |
| 1998      | ф | Страшное лето                         | советский посол Деревянский                              |
| 2000      | ф | Рыцарский роман                       | маркиз де Во                                             |
| 2000      | ф | Билет до Риги                         | Имя персонажа не указано                                 |
| 2002      | ф | Бездельники                           | Юрис Жагарс                                              |
| 2003      | ф | Янтарные крылья                       | адвокат хозяйки дома                                     |
| 2003      | ф | Снежная любовь, или Сон в зимнюю ночь | Евгений Георгиевич, вице-дедушка, врач-патологоанатом    |
| 2003      | ф | Козлёнок в молоке                     | Кенди                                                    |
| 2003      | с | Кобра. Антитеррор                     | Расим                                                    |
| 2003      | ф | Чёрная метка                          | сотрудник КГБ                                            |
| 2004      | ф | Убей меня! Ну, пожалуйста             | Букин                                                    |
| 2004      | ф | Тебе, настоящему                      | американский бизнесмен                                   |
| 2004      | с | Наваждение                            | Ивар                                                     |
| 2004      | с | Красная капелла                       | генерал                                                  |
| 2005      | ф | Мужской сезон: Бархатная революция    | киллер                                                   |
| 2005      | ф | Звезда эпохи                          | Риббентроп                                               |
| 2006      | ф | Ведьма                                | мистер Патч                                              |
| 2006      | ф | Коллекция                             | Арсений Роде                                             |
| 2006      | ф | Леший                                 | Карпыч                                                   |
| 2006      | ф | Старая подруга                        | отец Вики                                                |
| 2007      | ф | Леший 2                               | Карпыч                                                   |
| 2007      | ф | Закон мышеловки                       | Гюнтер                                                   |
| 2007      | ф | Диверсант 2: Конец войны              | капитан аргентинского судна                              |
| 2007      | ф | Точка возврата                        | Гера, хозяин сыскного агентства                          |
| 2007      | ф | Возвращение Турецкого                 | генерал                                                  |
| 2008      | ф | Каменская -5                          | Хизель                                                   |
| 2008—2011 | с | Ранетки                               | Виктор Львович Шинский, учитель географии                |
| 2009      | ф | Последний кордон                      | Фёдор (Фредис Баушкениекс)                               |
| 2010      | ф | Леший. Продолжение истории            | Карпыч                                                   |
| 2010      | ф | Наш домашний магазин                  | Билл Гибонс                                              |
| 2011      | ф | Забытый                               | Константин Михайлович, декан университета                |
| 2012      | ф | Код власти                            | полковник                                                |
| 2014      | с | Инквизитор                            | Валдис Фрейманис, главврач больницы, отец Берты          |
| 2014      | с | Красные горы                          | адмирал Старк                                            |
| 2014      | ф | Дуэль. Пушкинъ — Лермонтовъ           | фон Берг                                                 |
| 2014      | ф | Расплата                              | генерал                                                  |
| 2015      | ф | Алёшкина любовь                       | Михаил Владимирович Быстров, мэр Куровска                |
| 2015      | ф | Неподсудные                           | Имя персонажа не указано                                 |
| 2016      | с | Гастролёры                            | Юозас                                                    |
| 2016      | с | В одном шаге от Третьей мировой       | помощник президента                                      |
| 2017      | ф | То, что никто не видит                | Имя персонажа не указано                                 |
| 2021      | ф | Русь и Ганза. Путь навстречу          | Имя персонажа не указано                                 |